# Gli irriducibili
Gli irriducibili (Miles from Home) è un film del 1988 diretto da Gary Sinise e scritto da Chris Gerolmo.
Fu presentato in concorso al 41º Festival di Cannes.

## Trama
Due fratelli ereditano una fattoria dal padre, ma dopo qualche anno la difficile situazione economica spinge i due ad appiccare un incendio alla proprietà, mettendosi però in questo modo contro la legge, con la quale lotteranno fino alla fine.

## Produzione
Il film è stato prodotto dalla Braveworld Productions con la collaborazione della J&M Entertainment. Gli effetti speciali sono stati curati dalla Scenery Services Inc., mentre la Pacific Title ha fornito il titolo per il film e la Sunset Sound Studios ha registrato la musica.

### Riprese
Il film venne girato interamente ai confini di tutto lo stato di Iowa, tra cui Worthington e Cedar Rapids.

## Distribuzione
Il film è stato distribuito in Canada al Toronto International Film Festival il 12 settembre 1988; negli Stati Uniti il 16 settembre dalla Cinecom Pictures; in Giappone il 14 ottobre 1989 dalla CFD con il nome Mairuzu furomu Hōmu (マイルズ・フロム・ホーム?); in Francia il 10 luglio 1991 dalla Skyline Prestations come Rien à perdre.

### Divieto
La pellicola è stata vietata ai minori di 11 anni in Svezia, ai minori di 12 in Germania Ovest e Portogallo; ai minori di 13 in Argentina, e a quelli di 15 nel Regno Unito. Divieti più severi in Finlandia, dove il film è stato vietato ai non-quindicenni, e negli Stati Uniti, dove fu valutato dalla Motion Picture Association of America (MPAA) R (restricted), ovvero vietato ai minori di 17 anni non accompagnati dai genitori.

## Accoglienza
Il film nel primo week-end di apertura ha incassato 72872 $ dopo essere stato proiettato in 32 cinema, guadagnando in tutto 188964 $. Su IMDb riceve 5.6 punti su 10, mentre su MYmovies.it 2.50/5.

## Riconoscimenti
- Festival di Cannes 1988
  - Nomination Palma d'oro per Gary Sinise